# Zidovudine
Pour les articles homonymes, voir AZT.
La zidovudine (azidothymidine, AZT ou ZDV) est un médicament antirétroviral, le premier utilisé pour le traitement de l'infection par le VIH. C'est un inhibiteur nucléosidique de la transcriptase inverse (NRTI). Cette molécule est commercialisée sous le nom de Retrovir, mais aussi, en association avec d'autres molécules, sous le nom de Combivir (mono-dose zidovudine et lamivudine) ou Trizivir (mono-dose zidovudine, lamivudine et abacavir).

## Historique
La zidovudine a été la première substance approuvée dans le traitement du sida. Jerome P. Horwitz du Barbara Ann Karmanos Cancer Institute et du Wayne State University School of Medicine synthétisa les premières molécules d'AZT, en 1964, dans le cadre d'un projet fédéral américain des National Institutes of Health (NIH). L'AZT était au début prévu pour pouvoir traiter le cancer, mais n’avait pas montré d’efficacité et présentait des effets secondaires importants inacceptables. W. Ostertag de l'Institut Max Planck en Allemagne montra en 1974 une activité contre un rétrovirus de la souris.
La substance demeura inexploitée jusqu’en février 1985, où Samuel Broder, Hiroaki Mitsuya, et Robert Yarchoan, trois chercheurs du National Cancer Institute (NCI), sous la direction de Janet Rideout (en) et Gertrude Elion et plusieurs autres chercheurs de Burroughs Wellcome (actuellement GlaxoSmithKline), commencèrent à analyser ce médicament en vue d'un usage comme traitement du sida. Après avoir montré que cette substance avait une efficacité sur l’activité de la rétrotranscriptase du VIH in vitro, l’équipe conduisit le premier essai clinique qui put montrer que l’AZT augmentait le nombre de lymphocytes T auxiliaires (T CD4+) chez les malades du sida.
Un essai randomisé avec placebo de l’AZT fut mené par Burroughs Wellcome, essai de 24 semaines à raison de 1 500 mg/jour qui montra que l’AZT pouvait prolonger l’espérance de vie des patients atteints du sida permit à la firme de déposer un brevet sur l’AZT en 1985. La FDA approuva la substance pour être utilisée contre le VIH et le sida le 20 mars 1987.
Le dosage initialement utilisé (2 400 mg/jour en 6 doses) était déduit de l’étude in vitro de Mitsuya et al., qui indiquait que cette dose était nécessaire pour empêcher l’activité de rétrotranscription. Les traitements actuels utilisent des dosages plus faibles (par ex. 300 mg) à raison de deux ou trois fois par jour. De nouvelles études montrant son efficacité dans le cadre d'un traitement précoce – patients asymptomatiques avec une numération de CD4+ inférieure à 500 par mm3 de sang – et un bénéfice amélioration du pronostic vital vis-à-vis de sa toxicité positif, la monothérapie fut étendue aux patients asymptomatiques. Un des effets secondaires d'AZT est l'anémie, un reproche important des patients lors de ces premiers essais. Cependant, l'indisponibilité à ce moment-là d'autres traitements du SIDA a imposé une autre évaluation du rapport de risque/avantage, les effets de l'infection par le VIH restant supérieurs aux risques de toxicité du médicament au début des années 1990.
Les monothérapies précoces à base d'AZT furent mises en cause en 1993 par l'essai franco-britannique Concorde. Cette étude s'appuyant sur une comparaison de deux choix thérapeutiques (traitement précoce ou non) sur une période relativement longue (3 ans) mit en doute l'efficacité et le bénéfice de l'administration précoce d'AZT en monothérapie.
Depuis 1996, l’AZT, comme d’autres antirétroviraux, est toujours utilisé en association avec d'autres molécules dans le cadre de la trithérapie,.

## Synthèse
C'est un analogue de la thymidine dans laquelle le groupement alcool en 3' du désoxyribose a été remplacé par un groupement azoture. Elle a été synthétisée en 1964 à partir de la thymidine par Jerome Horwitz du « Barbara Ann Karmanos Cancer Institute » :

## Mécanisme d'action

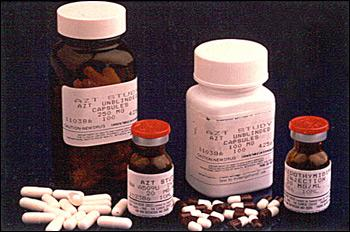
Flacons de zidovudine (AZT).

Comme d'autres inhibiteurs de la transcriptase inverse, l'AZT intervient en inhibant l'action de cette enzyme employé par le VIH pour réaliser un brin d'ADN à partir de son ARN. L'ADN bicaténaire viral est ensuite intégré dans l'ADN de la cellule cible, que l'on appelle alors provirus.
Le groupe azoture augmente la nature lipophile de l'AZT, lui permettant de traverser les membranes cellulaires facilement par diffusion et de traverser de ce fait également la barrière hémato-encéphalique. Les enzymes cellulaires (kinases) convertissent l'AZT en la forme active du 5'-triphosphate. Les études ont prouvé que l'arrêt des brins d'ADN ainsi formés est le facteur spécifique dans l'effet inhibiteur,. L’enzyme virale transcriptase inverse fabrique de l’ADN viral à partir de l’ARN du VIH en détournant des nucléotides normalement destinés à la cellule, cette synthèse de l’ADN viral lançant alors, en temps normal, la réplication du VIH dans la cellule. L'AZT comme les autres analogues nucléosidiques antirétroviraux deviennent après phosphorylation des analogues nucléotidiques. La transcriptase les confond avec les nucléotides cellulaires et les utilise pour fabriquer l’ADN viral. Comme ces analogues n'ont plus de groupement hydroxyle en 3', ils bloquent la poursuite de la réplication et l’ADN viral n’est plus fabriqué. La multiplication du VIH est stoppée.

### Métabolisme
L'AZT est essentiellement éliminé par le métabolisme hépatique. Le principal métabolite est le glycuroconjugué (3-azido-3-deoxy-5-O-b -D-glucopyranuronosylthymidine ou GZDV), qui présente une excrétion urinaire trois fois supérieure à l'AZT non conjugué. Un autre métabolite, dont le taux d'excrétion est cinq fois moindre que celui de l'AZT, est l'AMT, ou 3'-amino-3'-deoxythymidine.

## Effets secondaires
Les principaux effets secondaires de l'AZT sont, entre autres : nausée, mal de tête, lipodystrophie (déplacements des graisses) et décoloration des ongles (Leuconychie). D'autres effets secondaires plus graves sont l'anémie et la perte de moelle osseuse (anémie aplasique). Ces effets secondaires non désirés pourraient être provoqués par la sensibilité de la polymérase γ-ADN dans les mitochondries cellulaires. Il a été aussi démontré que l'AZT augmente l'oxydation cellulaire dans certaines cellules.

### Propriétés oxydantes de l'AZT
Diverses études ont démontré des propriétés oxydantes de la zidovudine sur les mitochondries,, par l'augmentation de peroxyde d'hydrogène dans les macrophages, l'AZT pouvant être à l'origine de la formation de peroxynitrites. L'ADN mitochondrial est oxydé par l'AZT, oxydation qui peut être prévenue par des antioxydants (vitamine C et E). Ces propriétés oxydantes de l'AZT ont été démontrées in vitro par Handlon et al..
En effet, outre son action sur la transcriptase inverse, la forme 5'-triphosphate a également la capacité d'inhiber l'ADN polymérase humaine, qui est employée par les cellules normales lors de la division cellulaire,,. Cependant, l'AZT a de 100 à 300 fois plus d'affinité pour la transcriptase inverse du VIH, par rapport à l'ADN polymérase humaine, expliquant son activité antivirale sélective. Un type spécifique d'ADN polymérase cellulaire qui réplique l'ADN dans des mitochondries est relativement plus sensible à l'inhibition par l'AZT, ceci explique une certaine toxicité envers certains muscles.,,,,

### Interactions médicamenteuses
Il a été démontré que l'AZT fonctionne efficacement en synergie avec d'autres agents anti-VIH ; cependant, l'aciclovir et la ribavirine diminuent l'effet antiviral de l'AZT. Les médicaments qui empêchent la glucurono-conjugaison hépatique, tel que l'indométhacine, l'acide acétylsalicylique (aspirine) et le triméthoprime, diminuent le taux d'élimination et augmentent sa toxicité.

## Controverses
L'AZT a été l'objet de quelques controverses, du fait de son prix, de la manière dont le brevet a été déposé et d'autre part à la suite de la défiance que Peter Duesberg développe dans sa critique de l'hypothèse rétrovirale du Sida.

### Le prix
L'AZT fut commercialisé aux États-Unis en mars 1987 au prix de 10 000 dollars par année de traitement
,. Ce prix cristallisa la colère des patients et la formation du mouvement militant Act Up  qui organisa sa première manifestation devant la bourse de New York sur Wall Street.
Lorsqu'en 1989 l'essai ACTG 019 fut achevé, entraînant une augmentation importante du nombre de patients sous AZT et donc des revenus de Burroughs-Wellcome, des militants d'Act Up menèrent une opération commando à Wall Street interrompant les transactions boursières et attirant l'attention des médias,. Le président de Burroughs-Wellcome, T.E. Haigler, fut convoqué à une audition du congrès des États-Unis et sommé de justifier le prix du médicament. Le prix de l'AZT fut réduit peu de temps après. Le coût du traitement diminua aussi à la suite d'une réduction des doses administrées. La question du prix des antirétroviraux a ressurgi périodiquement depuis dans le débat public avec l'avènement des trithérapies et le problème de leur accessibilité dans les pays pauvres.

### Le brevet
En 1991, une association américaine (Public Citizen) a intenté un procès réclamant l'invalidation du brevet de l'AZT/Zidovudine. La cour d'appel des États-Unis trancha en 1992 en faveur de Burroughs-Wellcome, le propriétaire du brevet,. En 2002, un autre procès fut intenté à propos de ce brevet par la AIDS Healthcare Foundation.
Cependant, le brevet a expiré en 2005, ce qui permet à d'autres compagnies pharmaceutiques de fabriquer des génériques de l'AZT. La FDA américaine a ainsi approuvé quatre formes génériques de l'AZT.

## Divers
La zidovudine fait partie de la liste des médicaments essentiels de l'Organisation mondiale de la santé (liste mise à jour en avril 2013)